# The Lion (Tasmanien)
The Lion ist ein 988 Meter hoher Berg im Süden des australischen Bundesstaates Tasmanien.
Er liegt am Nordwestende der Frankland Range über dem Lake Pedder. Nördlich anschließend befindet sich The Cupola und südlich schließt The Citadel an.